# Stetten (Herrschaft)
Die Herrschaft Stetten (auch Stetten zu Hausleithen) war eine Grundherrschaft im Viertel unter dem Manhartsberg im Erzherzogtum Österreich unter der Enns, dem heutigen Niederösterreich.

## Ausdehnung
Die Herrschaft umfasste zuletzt die Ortsobrigkeit über Hausleithen, Gaisruk und Trübensee, Oberolberndorf und verfügte über Untertanen in Stetten. Der Sitz der Verwaltung befand sich in Hausleiten.

## Geschichte
Als letzter Inhaber der Allodialherrschaft fungierte Franz Henninger, der die Herrschaft in den Reformen 1848/1849 auflöste.